# Campagna di Poltava
La campagna di Poltava indica una serie di battaglie combattute durante la spedizione militare di Carlo XII di Svezia contro i Russi guidati da Pietro il Grande, tra il 1707 e il 1709, durante la Grande guerra del nord. La campagna si concluse con la vittoria dell'esercito imperiale russo e questo ribaltò le sorti della guerra, fino a quel momento favorevoli all'Impero svedese, poi vinta dall'Impero russo. Infatti, dopo quella sconfitta, la Svezia ne accusò altre, fino alla disfatta definitiva nel 1718.

## Antefatti
Alla morte di Carlo XI, nel 1697, salì al trono suo figlio Carlo, all'età di 15 anni. I nemici della Svezia ne approfittarono per attaccarla e dividersi i suoi territori. Si creò quindi, un'alleanza tra Russia, Danimarca e Polonia-Sassonia, che nel 1700 diede il via alla Grande Guerra del Nord. Ma Carlo reagì, costringendo i Danesi a chiedere la pace e riportando un'importante vittoria contro i Russi nella battaglia di Narva il 20 novembre. Sprezzante della capacità bellica russa, Carlo non si impegnò nello sfruttamento della vittoria, concedendo al nemico il tempo per riorganizzarsi. Decise, però, di lanciarsi subito contro la Polonia, sconfiggendola e sostituendo il sovrano Augusto II con Stanislao Leszczyński. Dopo aver sconfitto duramente i Sassoni, Carlo poté finalmente concentrarsi sull'ultimo nemico rimasto: la Russia. Decidendo di avanzare verso Mosca passando per Smolensk.

## La campagna del 1708
Mentre Carlo attraversava l'Oder, l'armata russa in Polonia si ritirò, applicando la strategia della terra bruciata. Poi il sovrano incontrò Lewenhaupt, comandante dell'armata svedese in Livonia, ordinando di raggiungerlo sul confine russo con 12 000 uomini e un treno di salmerie completo, per la metà dell'estate. Lasciati 5 000 uomini in Polonia, per sostenere il Re Stanislao, Carlo era pronto per la campagna con un totale di 39 000 uomini.
Il 6 giugno 1708 Carlo marciò verso la Beresina, dove si erano trincerati i russi. L'attraversò senza problemi, mentre l'armata russa si ritirava ancora. Il 30 giugno Carlo raggiunse i russi sul Vabitch, dove scoppiò il 3 luglio la battaglia di Holowczyn. Il sovrano svedese ottenne una vittoria a metà, infatti non poté inseguire l'esercito nemico alla fine della battaglia a causa delle forti piogge e in questo modo non ci fu una vittoria decisiva. Almeno, grazie alla ritirata dell'esercito russo, Carlo aveva la via libera per Mosca.
Il 7 luglio entrò a Mogilev, dove rimase per quattro settimane per raccogliere vettovaglie e per riposarsi, mentre attendeva l'arrivo di Lewenhaupt; prima di attraversare il fiume che segnava il confine con la Russia.
Nel frattempo l'armata russa si posizionava intorno a Gorki e lo Zar assumeva il comando diretto dell'esercito.
Lewenhaupt aveva lasciato la Livonia alla fine di giugno, ma le pessime strade e le cattive condizioni meteorologiche avevano ritardato l'avanzata. Ciò limitava le operazioni del sovrano svedese, che cominciava a restare a corto di rifornimenti. La prima settimana di agosto cominciò a marciare verso le posizioni attorno a Gorki. Seguendo la marcia svedese verso sud, Pietro aveva abbandonato Gorki e il 23 agosto la strada per Smolensk era libera; Carlo ne approfittò, ma la sua avanzata venne interrotta dall'esercito russo, che riuscì ad intercettarlo grazie a marce forzate. Pietro evitò uno scontro in campo aperto con gli svedesi e si ritirò, continuando la tattica della terra bruciata e colpendo gli svedesi con incursioni di cavalieri. A quel punto, Carlo, a corto di rifornimenti, decise di dirigersi verso sud, dove si trovavano ancora terre intatte e non distrutte dai russi.
Nel frattempo Lewenhaupt aveva raggiunto il fiume Solzh e Pietro decise di sfruttare la divisione dell'esercito svedese. Nella battaglia di Lesnaya, lo Zar sconfisse duramente Lewenhaupt, che perse molti uomini e i rifornimenti.
Carlo, dirigendosi verso l'Ucraina, decise di sostenere i cosacchi ribelli allo Zar guidati da Ivan Mazeppa e di tentare l'entrata in guerra dell'Impero Ottomano al suo fianco. Si diressero quindi, verso capitale cosacca, Baturin. Arrivati, trovarono solo macerie, ma con l'aiuto dei cosacchi riuscirono a conquistare altre città dove trascorrere l'inverno.

## La campagna del 1709
Durante l'inverno Carlo negoziò con i Turchi e i Cosacchi la rispettiva entrata in guerra, ma lo Zar riuscì a contrastare entrambe le iniziative diplomatiche concludendo un armistizio con i Turchi e distruggendo le basi dei Cosacchi. In Primavera gli svedesi decisero di conquistare Poltava per rendere sicura quella zona. Il 17 giugno Carlo fu colpito al piede da una palla di moschetto, sopravvisse, ma fu un duro colpo al morale dei soldati; ciò dimostrava anche la vulnerabilità del sovrano. Dopo l'inverno lo Zar Pietro riprese il controllo dell'armata e decise di spostarla dall'altra parte del fiume, trovandosi nella riva opposta a quella svedese. Un attraversamento davanti a Poltava fallì e si mise quindi alla ricerca di un altro guado. Il guado fu effettuato più a nord e subito dopo fu costruito un campo fortificato. I problemi del sovrano impedirono agli Svedesi di reagire alle mosse dell'armata russa.

## La battaglia di Poltava

### Il campo di battaglia

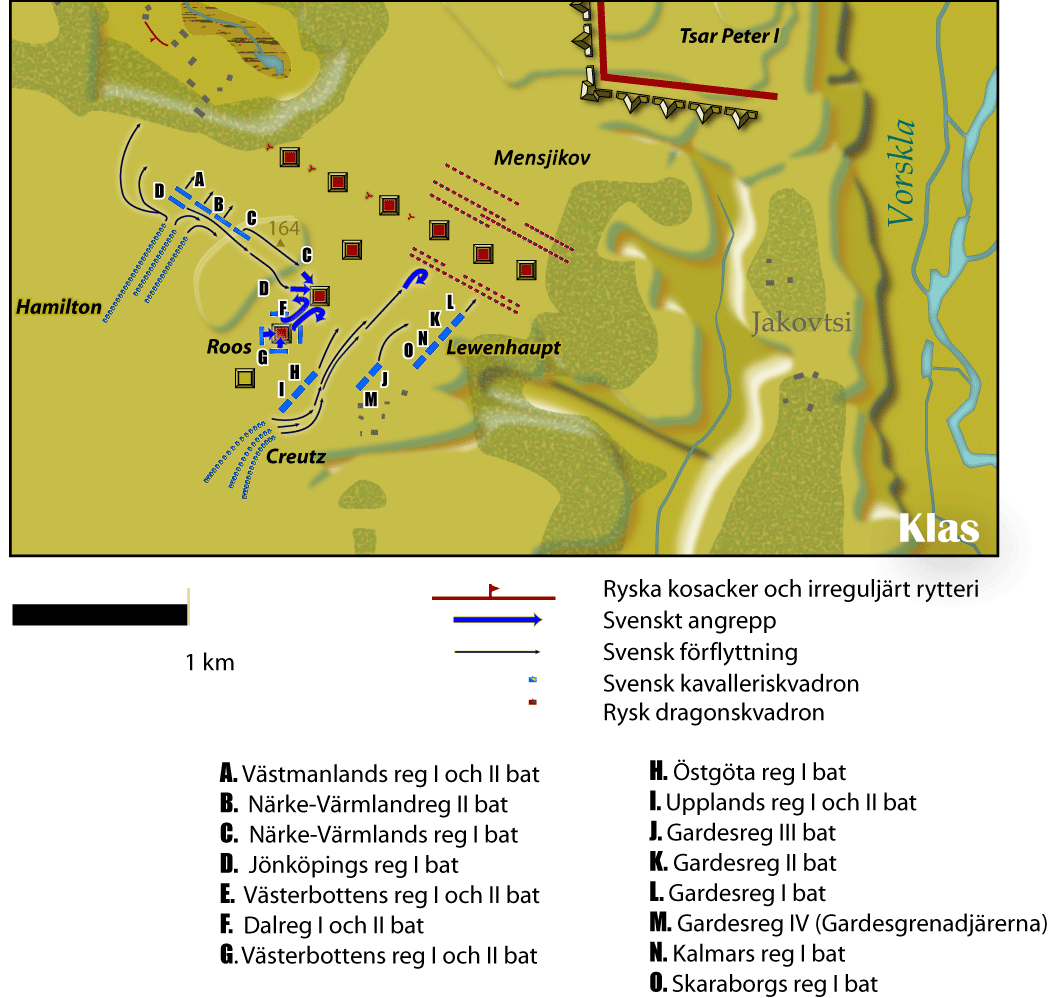
L'attacco alla prima e seconda ridotta

Davanti al campo russo, si trovava una steppa secca e oltre si trovava la foresta di Budyschenski. A nord- ovest del campo si trovava un canalone chiamato "la grande Opera". A sud del campo fortificato vi era la foresta di Yakovetski. Tra le due foreste vi era una pianura. Le due foreste erano molto difficili da attraversare e i russi abbatterono anche degli alberi per migliorare la difesa naturale del sottobosco.
I Russi schieravano 25 000 fanti e 73 cannoni nel campo fortificato. Nel varco tra le due foreste, costruirono una linea di sei ridotte e ne iniziarono la costruzione di altre quattro, che si estendevano verso sud-ovest. Pietro pensò alla costruzione delle altre ridotte, perché un cannone di fronte a uno schieramento poteva colpire quattro soldati, mentre se il nemico non avesse assaltato le ridotte, un cannone poteva colpire d'infilata lo schieramento, colpendo fino a un centinaio di soldati. Le ridotte era presidiate da 4 000 fanti e 16 cannoni.
Contrariamente gli svedesi schieravano a sud 8 200 fanti e 7 800 cavalieri. 1 100 fanti si trovavano nelle linee di assedio di Poltava e altri 1 800 cavalieri sorvegliavano le rive del Vorskla. 

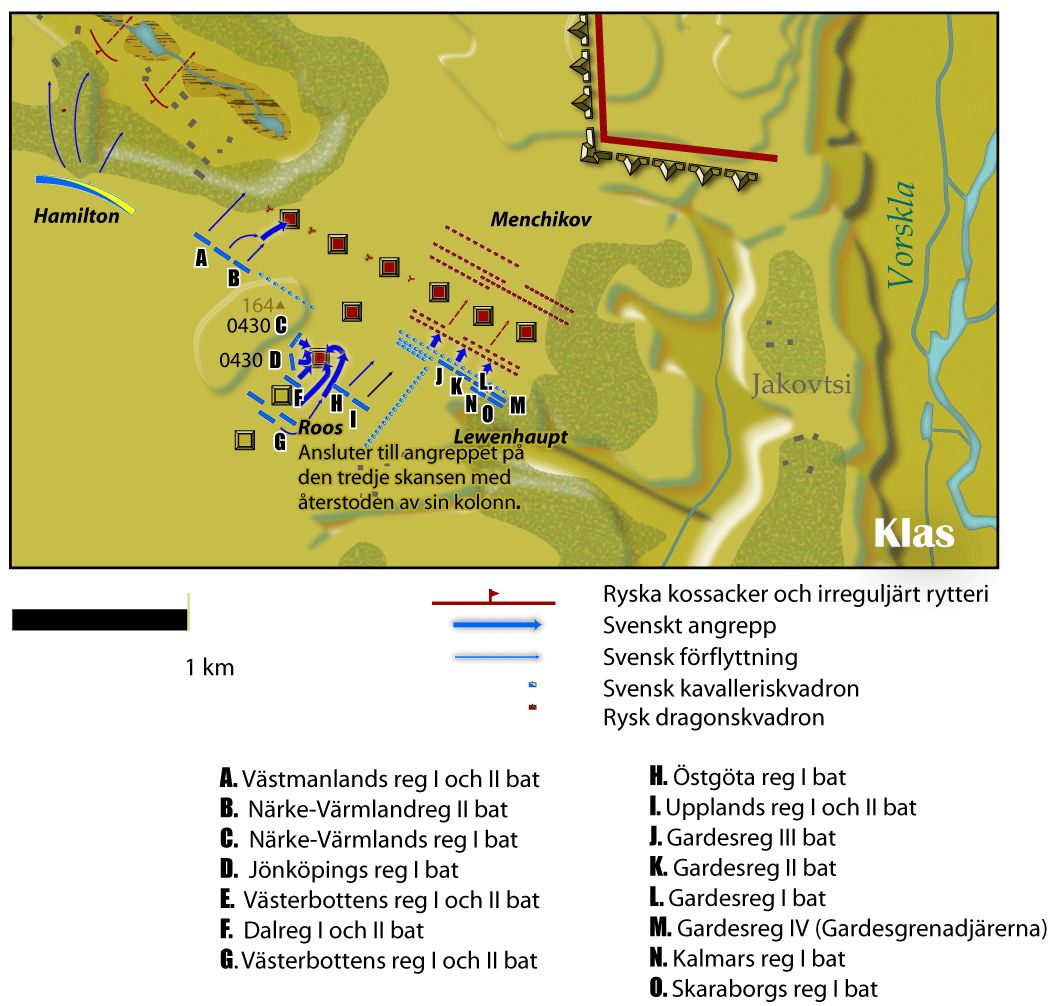
L'attacco contro Menshikov

### L'attacco alle ridotte
Con il sovrano ferito, gli svedesi erano privi di una guida molto carismatica e il comando, se pur formalmente del sovrano, passò al Maresciallo di campo Rehnskold, che era anche comandante in capo della cavalleria; mentre il Generale Lewenhaupt comandava la fanteria.
Il piano svedese era semplice: durante la notte l'armata si sarebbe schierata di fronte alle ridotte e prima dell'alba avrebbe dovuto attaccare il campo fortificato russo. La cavalleria intanto, avrebbe dovuto manovrare sul fianco settentrionale per tagliare la ritirata ai russi, massacrandoli. 

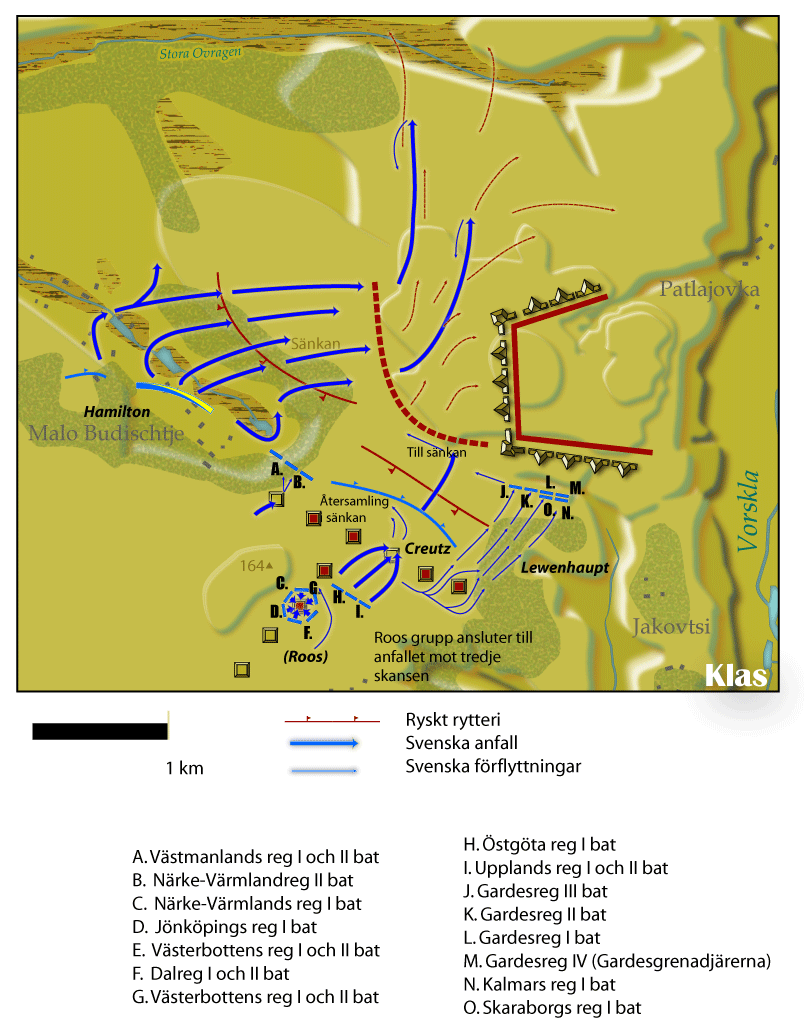
L'attacco di Hamilton e il superamento delle ridotte

La fanteria svedese si mosse subito dopo mezzanotte. I battaglioni furono schierati in quattro colonne, con la cavalleria posteriormente; alle 3:45 del mattino la prima e la seconda ridotta tutti gli occupanti uccisi, a quel punto le colonne si mischiarono fra loro. Successivamente si assaltò anche la terza ridotta, che riuscì a respingere gli attacchi infliggendo gravi perdite. Poi gli svedesi attaccarono Menshikov, che fu costretto a ritirarsi. Contemporaneamente sulla sinistra il Generale Hamilton guidò i suoi cavalieri oltre le ridotte, dove trovarono i dragoni russi, che furono sbaragliati dopo una breve schermaglia.

Alla fine l'esercito svedese riuscì a superare le ridotte, tranne il Generale Roos, con un terzo della fanteria svedese. A quel punto Lewenhaupt si spostò verso Nord-Ovest per ricongiungersi con Hamilton nella depressione, al sicuro dall'artiglieria del campo.

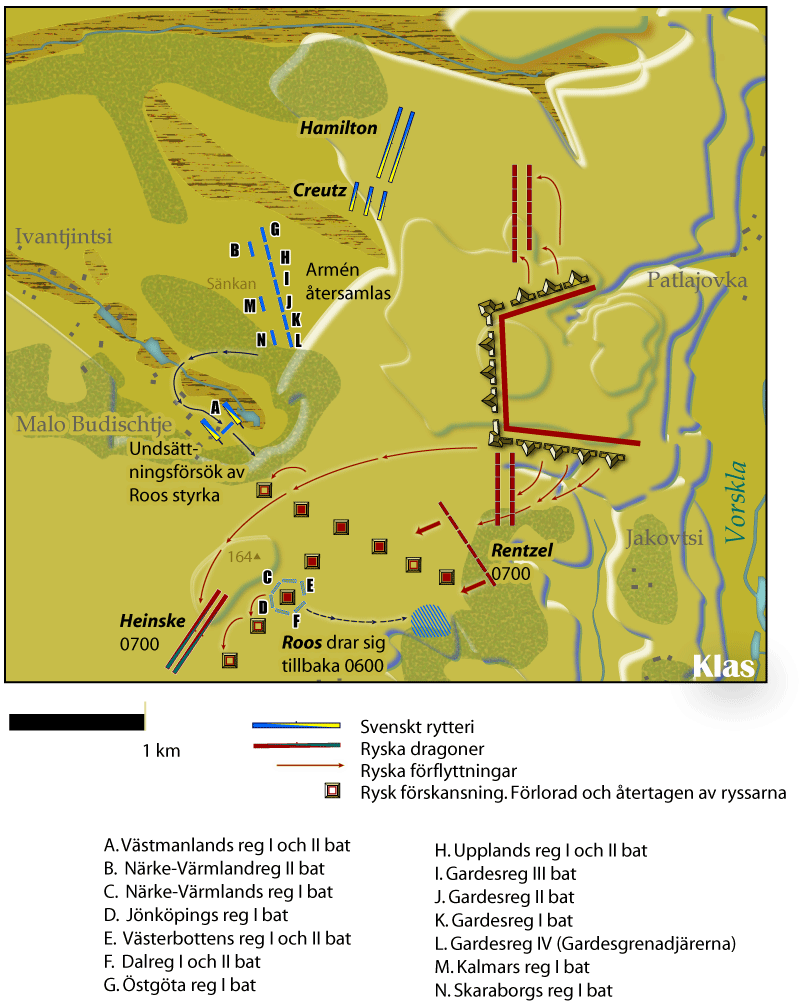
Schieramento svedese e l'isolamento di Roos

Il Generale Roos continuando ad attaccare la terza ridotta, non si accorse di essersi staccato dall'armata. Allora i Russi presero l'iniziativa e si mossero all'attacco della fanteria svedese isolata. Roos si ritirò nel bosco, sperando di riemergere davanti alle linee di assedio di Poltava, ma invece arrivò al monastero, dove fu bloccato dai battaglioni del presidio di Poltava. Allora gli svedesi si rifugiarono in una ridotta abbandonata lì vicino, dove si prepararono a resistere ai russi, ma quando il generale Rentzel offrì a Roos la possibilità di arrendersi quest'ultimo accettò visto che ormai erano circondati. In questo modo gli svedesi persero un terzo delle loro truppe prima che la battaglia vera e propria incominciasse.

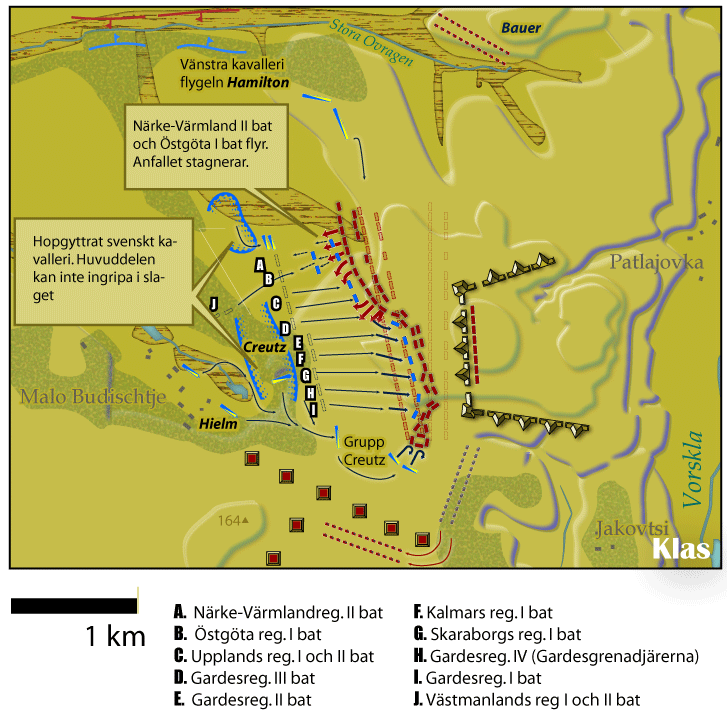
L'attacco svedese

### L'attacco svedese
Quando lo zar si accorse che l'armata svedese si era schierata tra il campo e i cosacchi alla "Grande Opera", ordinò subito di formare i ranghi di fronte agli svedesi, per impedire un attacco di questi ultimi alle fortificazioni come a Narva. Bauer e la sua cavalleria si schierarono alla destra dell'armata russa, mentre Menshikov con i suoi dragoni a sinistra di essa e con vicino la foresta di Yakovetski. A questo punto gli svedesi iniziarono l'attacco; i cannoni russi, man mano che i nemici si avvicinarono, iniziarono a bersagliarli, anche con colpi a mitraglia. Quando le rispettive fanteria arrivarono a portata di moschetto aprirono il fuoco e gli svedesi caricarono subito dopo alla baionetta. A quel punto, il centro svedese si trovava a contatto con i russi, mentre le ali, soprattutto la sinistra, erano rimaste indietro, a causa della perdita di coesione tra le linee per colpa dei cannoni russi (la situazione era simile a quella romana nella battaglia di Canne). Dopo ciò, gli svedesi erano in grave difficoltà, solo l'ala destra continuava a premere, mentre il resto dell'armata rimaneva ai propri posti con l'ala sinistra che cominciava a cedere. La cavalleria svedese dell'ala sinistra non poteva intervenire, perché impegnata da quella numericamente superiore russa. A quel punto, lentamente, l'esercito scandinavo cominciava ad essere accerchiato e massacrato dal nemico numericamente superiore. Su entrambi i lati, la cavalleria russa attaccò la fanteria, ormai disorganizzata e sul punto di ritirarsi: questo venne ritardato da alcune cariche di cavalleria svedese, che tuttavia non poterono fermare l'avanzata avversaria.

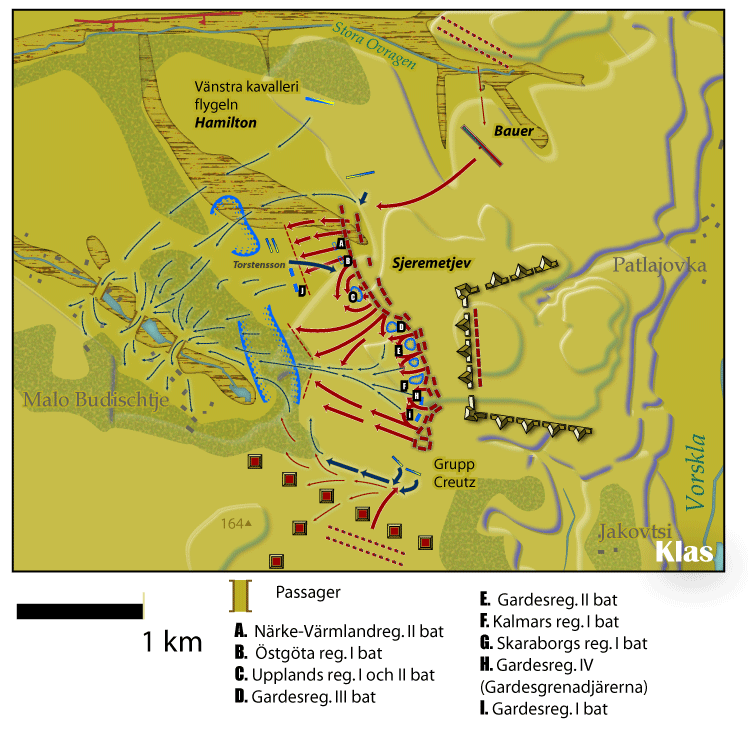
L'inseguimento russo

### L'inseguimento
Gli svedesi si ritirarono disordinatamente verso i boschi di Budyschenski, visto che la strada verso sud era di nuovo bloccata dai russi, che avevano rioccupato le ridotte; contemporaneamente l'artiglieria continuava il suo bombardamento, mentre i cosacchi vennero lanciati all'inseguimento dei nemici in rotta. Gli svedesi si ritirarono verso le loro salmerie, a sud, subendo molte perdite, infatti re Carlo aveva perso 21 delle 24 guardie che lo sostenevano su una portantina. Durante gli inseguimenti furono catturati Rehnskold e altri ufficiali superiori svedesi, mentre si ritiravano verso Pushkaryovka. 
Quando si contarono i caduti, gli svedesi avevano perso 6 900 uomini sul campo e altri 2 800 fatti prigionieri, senza contare i feriti. I russi, invece, persero 1 345 uomini con 3 200 feriti. Carlo radunò il resto dell'armata per dirigersi verso la Crimea Ottomana, ma ciò richiedeva l'attraversamento del fiume Dniepr. Il sovrano e pochi altri riuscirono ad attraversarlo, mentre il resto dell'armata, ormai esausta, si arrese ai russi: in questo modo furono catturati 20 000 soldati e le loro famiglie.

## Le conseguenze
Con il disastro di Poltava i nemici della Svezia ripresero le ostilità nei suoi confronti. Carlo riuscì a far intervenire al suo fianco la Turchia, che sconfisse duramente i Russi ma accettò subito dopo un trattato di pace. Nel frattempo il sovrano era rimasto in mano turca fino al 1714, quando fuggì e ritornò in Svezia dove resistette ai suoi nemici fino al 1718, quando venne ucciso nell'assedio del forte norvegese di Fredriksten. In quello stesso anno la Svezia firmò trattati di pace con tutti i suoi nemici, tranne la Russia che continuò la guerra fino al 1721.